# Stefan Thanei
Stefan Thanei, né le 3 septembre 1981 à Silandro, est un skieur alpin italien, devenu skieur acrobatique. En ski alpin, il est spécialiste des épreuves de vitesse et du combiné. En ski acrobatique, il prend part aux épreuves de skicross, qu'il pratique depuis 2011.

## Biographie

### Carrière en ski alpin
Membre des Forestale, il participe à ses premières compétitions de la FIS en 1997 avant de démarrer en Coupe d'Europe en 2000.
Il entre dans le circuit de la Coupe du monde en janvier 2004 à la descente de Chamonix. Il marque ses premiers points dès la saison suivante, dans laquelle il profite pour battre le record du monde de vitesse dans une course de ski alpin, mésurée à 156,96 kilomètres par heure lors de la descente du super combiné de Wengen. En 2008, alors laissé hors de l'équipe première depuis l'année dernière, Thanei se classe deuxième de la Coupe d'Europe, puis revient dans la Coupe du monde pour réaliser ses meilleurs résultats en 2009 à Kitzbühel, où il termine huitième de la descente et dixième du super combiné. Cette année est aussi marquée par sa seule participation aux Championnats du monde à Val d'Isère, où son meilleur résultat est quinzième du super G.
Il ne parvient à se faire sélectionner pour les Jeux olympiques de Vancouver 2010, malgré un classement similaire à celui de 2009. 

### Carrière en ski acrobatique
Il continue sa carrière en ski alpin jusqu'en 2012 alors qu'il entame une reconversion vers le skicross, s'élançant pour la première fois dans la Coupe du monde de ski acrobatique en décembre 2011. Il marque ses premiers points dans cette compétition en décembre 2012 pour sa cinquième sortie avec une 24e place à San Candido. Un an plus tard, il se qualifie pour la première fois pour des quarts de finale à Val Thorens (12e).
En 2015, il remporte le premier de ses trois titres de champion d'Italie de skicross. Un an plus tard, il gagne en Coupe d'Europe à Lenk.
En janvier 2017, Thanei passe une nouveau cap pour arriver en demi-finales en Coupe du monde à Watles, en Italie pour signer le septième rang final (premier top dix aussi).
Ensuite, aux Championnats du monde à Sierra Nevada, il passe la phase de qualifications avec succès et se classe finalement 22e.
En 2018, l'Italien dispute son ultime saison dans le sport de haut niveau et y reste compétitif, pour réaliser le dernier objectif qui lui manquait : participer aux Jeux olympiques. À Pyeongchang, il se classe dix-neuvième de la compétition olympique de skicross.

## Palmarès en ski acrobatique

### Jeux olympiques
| Épreuve / Édition | Pyeongchang 2018 |
| Skicross          | 19e              |

### Championnats du monde
| Épreuve / Édition | Voss 2013 | Kreischberg 2015 | Sierra Nevada 2017 |
| Skicross          | 46e       | 40e              | 22e                |

### Coupe du monde
- Meilleur classement en skicross : 28e en 2017.
- 2 top dix.

### Championnats d'Italie
- Vainqueur du skicross en 2015, 2017 et 2018.

## Palmarès en ski alpin

### Championnats du monde
| Épreuve / Édition | Val d'Isère 2009 |
| Descente          | 16e              |
| Super G           | 15e              |
| Super combiné     | 21e              |

### Coupe du monde
- Meilleur classement général : 77e en 2009.
- 2 top 10.

#### Classements détaillés
| Saison/Classement | Général | Descente | Super G | Slalom géant | Slalom | Combiné |
| Saison/Classement | Class.  | Class.   | Class.  | Class.       | Class. | Class.  |
| ----------------- | ------- | -------- | ------- | ------------ | ------ | ------- |
| 2005              | 108e    | 55e      | -       | -            | -      | 13e     |
| 2006              | 114e    | 46e      | 45e     | -            | -      | 46e     |
| 2009              | 77e     | 32e      | -       | -            | -      | 22e     |
| 2010              | 81e     | 37e      | 50e     | -            | -      | 30e     |
| 2011              | 135e    | 59e      | -       | -            | -      | 39e     |

### Coupe d'Europe
- Meilleur classement général : 2e en 2008.
- Premier du classement du combiné en 2008.
- 7 podiums dont 3 victoires.

### Championnats d'Italie
- 2 titres en descente (2005, 2009).